# Lasiodorides rolinae
Lasiodorides rolinae là một loài nhện trong họ Theraphosidae.
Loài này thuộc chi Lasiodorides. Lasiodorides rolinae được miêu tả năm 1999 bởi Tesmoingt.